# Hedwig Bilgram
Hedwig Bilgram (Memmingen, 31 maart 1933) is een Duitse organiste en claveciniste.

## Levensloop
Bilgram kreeg als kind pianolessen van Thilde Kraushaar. Zij studeerde verder piano bij Friedrich Wührer en orgel bij Karl Richter aan de Hogeschool voor Muziek en Theater München .
In 1956 behaalde ze de eerste prijs in een wedstrijd tussen Duitse muziekhogescholen. In 1959 behaalde ze ook de eerste prijs voor orgel in de Internationale Muziekwedstrijd van de ARD in München.
Gedurende jaren speelde ze continuo onder Karl Richter bij de uitvoering van passies, oratorio's en cantates met het Münchense Bach Koor en het Münchense Bach Orkest. Vanaf 1961 doceerde ze orgel aan de Hogeschool voor Muziek en Theater München en vanaf 1964 klavecimbel. 
Tegelijk speelde ze in talrijke concerten, als solist of met een kamerorkest, samen met artiesten zoals Paul Meisen, Maurice André, Jean-Pierre Rampal, en dit in vele Europese landen, in de Verenigde Staten, Canada, Japan en de Sovjet-Unie.
In 1974 was ze lid van de jury voor de internationale klavecimbelwedstrijd in het kader van het Festival Musica Antiqua in Brugge.
Vanaf 1990 werd ze lid van het Berlijnse Haydn Ensemble, gesticht door Hansjörg Schellenberger en bestaande uit leden van de Berliner Philharmoniker. Ze trad verder op als solist met het Bachorkest van München.
Ze is zich eveneens gaan toeleggen op de fortepiano en geeft hierop concerten, zowel solo als met kamerorkest.